# Ute Seeland

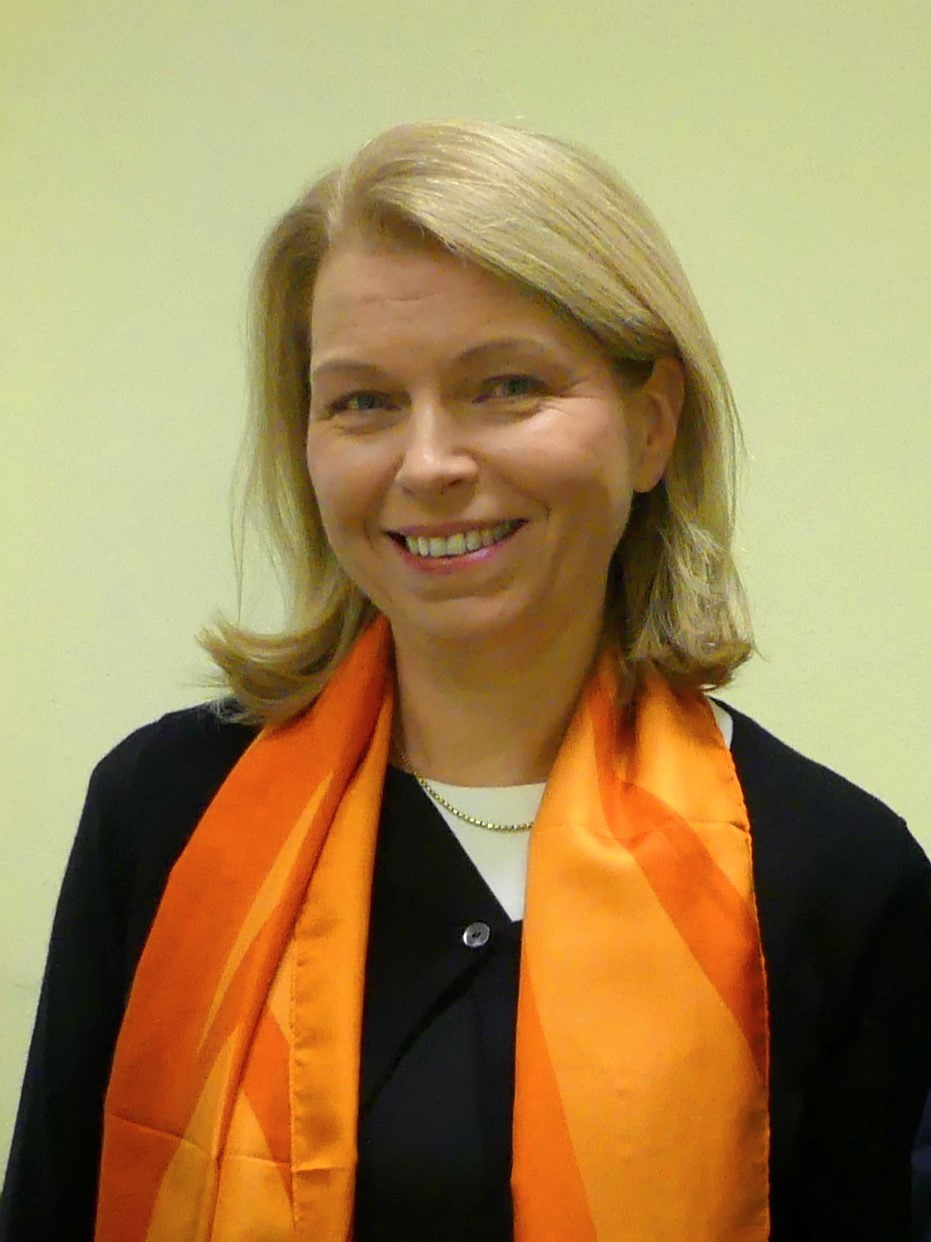
Ute Seeland, 2024

Ute Seeland (* 1967 in Berlin), geborene Markus, ist eine deutsche Internistin und Gendermedizinerin. Seit März 2024 hat sie an der Otto-von-Guericke-Universität Magdeburg die von der Margarete-Ammon-Stiftung finanzierte erste Vollzeitprofessur für Geschlechtersensible Medizin in Deutschland inne, die Forschung, Lehre und Klinik vereint.

## Werdegang
Ute Seeland wurde in Berlin geboren. Sie studierte von 1989 bis 1995 an der Freien Universität Berlin, der Philipps-Universität Marburg und der Georg-August Universität Göttingen das Fach Humanmedizin. Ihre Approbation als Ärztin erfolgte 1997; 1999 folgte die Promotion am Fachbereich Humanmedizin der Philipps-Universität Marburg. Mit einem Lise-Meitner-Stipendium des Ministeriums für Schule, Weiterbildung, Wissenschaft und Forschung des Landes Nordrhein-Westfalen arbeitete sie von März 1999 bis September 2000 als Wissenschaftliche Mitarbeiterin an der Universität zu Köln. Im Dezember 2000 wechselte sie an die Universität des Saarlandes, wo sie an der Medizinischen Fakultät und am Universitätsklinikum in Homburg/Saar als Wissenschaftliche Mitarbeiterin und Assistenzärztin bis 2007 tätig war. Im August 2007 erlangte sie von der Ärztekammer des Saarlandes die Anerkennung als Fachärztin für Innere Medizin.
Im Juli 2009 nahm Ute Seeland eine Stelle als Wissenschaftliche Mitarbeiterin am Institut für Geschlechterforschung in der Medizin (GIM) an der Charité-Universitätsmedizin Berlin an. Dort war sie bis Juni 2020 tätig, ab Mitte 2019 als Stipendiatin des Deutschen Zentrums für Herz-Kreislauf-Forschung e.V. (DZHK). 2011 erwarb sie die Anerkennung als Gendermedizinerin DGesGM durch die Deutsche Gesellschaft für Geschlechtsspezifische Medizin. Nach einer Praxisvertretung und Tätigkeit als Studienärztin arbeitete sie ab Anfang 2021 wieder an der Charité-Universitätsmedizin, zunächst an der Medizinischen Klinik für Kardiologie, dann am Institut für Sozialmedizin, Epidemiologie und Gesundheitsökonomie. Im Sommersemester 2021 übernahm sie die Klara-Marie-Faßbinder-Gastprofessur für Frauen- und Geschlechterforschung an der Johannes Gutenberg-Universität Mainz.
Im November 2021 habilitierte sich Ute Seeland an der Medizinischen Fakultät der Charité-Universitätsmedizin Berlin.  Zum 1. März 2024 nahm Ute Seeland den Ruf an die Medizinische Fakultät der Otto-von-Guericke Universität Magdeburg auf die von der Margarete-Ammon-Stiftung geförderte Professur für Geschlechtersensible Medizin an. Die Stiftungsprofessur ist die bundesweit erste Professur in Vollzeit und mit klinischer Anbindung für das Fachgebiet Geschlechtersensible Medizin.

## Fachliche Schwerpunkte
Über die Schwierigkeit, medizinische Studienergebnisse zu reproduzieren, und die durch die klinische Praxis bestärkte Vermutung, dass dies mit dem Geschlecht der Versuchstiere zusammenhängen könnte, entwickelte Ute Seeland früh Interesse für eine systematische geschlechterspezifische Forschung. Sie machte die kardiovaskuläre Präventions- und Versorgungsforschung, insbesondere die Geschlechterunterschiede bei der arteriellen Gefäßalterung mit Auswirkung auf die Organsysteme, zu einem Schwerpunkt ihrer wissenschaftlichen Tätigkeit. Die Forschung, die biologische ebenso wie soziokulturelle Geschlechterunterschiede erfasst, zielt darauf ab, individuelle Präventionsangebote zu entwickeln und an das biologische Alter angepasste, geschlechtersensible Therapien anzubieten. Im Kontext der Ausrichtung von Diagnose, Therapie und Prävention auf die unterschiedlichen hormonellen Phasen liegt ein spezieller Fokus im Bereich kardiovaskulärer Erkrankungen in der Schwangerschaft.
Weitere Arbeitsschwerpunkte von Ute Seeland sind die Lernforschung, um die Erkenntnisse der geschlechtersensiblen klinischen und Präventionsforschung mit neuen Lernzielen und Lerninhalten im Medizincurriculum zu verankern, sowie die Digitalisierung zur Unterstützung von Forschungsarbeiten und klinischen Anwendungen der Geschlechtersensiblen Medizin.  Angesichts der zunehmenden Nutzung Künstlicher Intelligenz (KI) weist sie auf die Problematik des Gender bias hin, da die Daten, mit denen die KIs trainiert wurden, in der Vergangenheit überwiegend an männlichen Probanden gewonnen wurden.
Ein weiteres Arbeitsfeld von Ute Seeland ist der Umgang mit Geschlechterunterschieden im Sanitätsdienst der Bundeswehr. Im Rahmen einer gesundheitsökonomischen Studie zum betrieblichen Management bei der Bundeswehr begleitet sie die Thematik wissenschaftlich.
Geschlechtersensible Medizin
Ute Seeland erläutert allgemeinverständlich den systembiologischen Ansatz der Geschlechtersensiblen Medizin: Das biologische Geschlecht und das soziokulturelle Geschlecht werden methodisch getrennt und in ihrer Interaktion betrachtet. Das soziokulturelle Geschlecht umfasst dabei chronologisches und biologisches Alter, Bildung, Religion und Geschlechtsidentität als Diversitätsdimensionen. Die Geschlechtersensible Medizin kann entsprechend als erster Schritt auf dem Weg zu einer individualisierten Medizin verstanden werden. Um nicht umständlich von „Geschlechtersensibler Medizin unter Berücksichtigung weiterer Diversitätsfaktoren“ sprechen zu müssen, verwendet Ute Seeland die Abkürzung „GSM+“ bzw., wo es um „Geschlechtersensible Versorgung unter Berücksichtigung weiterer Diversitätsfaktoren“ geht, „GSV+“.

## Funktionen und Ämter
Ute Seeland ist seit 2021 als Nachfolgerin von Vera Regitz-Zagrosek Vorsitzende der Deutschen Gesellschaft für Geschlechtsspezifische Medizin e. V. (DGesGM). Sie ist Vorsitzende des von ihr gemeinsam mit Rosa Maria Bruno gegründeten und aus EU-Mitteln geförderten Netzwerks Sex and Gender VascAge Net Expert Group, und sie war Sprecherin der AG28 Gendermedizin in der Kardiologie der Deutschen Gesellschaft für Kardiologie (DGK).
Ute Seeland ist Mitglied der Deutschen Gesellschaft für Prävention und Rehabilitation von Herz-Kreislauferkrankungen e. V. (DGPR), der Deutschen Hochdruckliga e. V. (DHL) und der European Society of Cardiology (ESC).

## Auszeichnungen
2019 wurde Ute Seeland der Wissenschaftspreis des Deutschen Ärztinnenbundes verliehen. Von der European Society of Cardiology wurde sie für ihre Arbeit an den Leitlinien zu kardiovaskulären Erkrankungen in der Schwangerschaft ausgezeichnet.

## Veröffentlichungen (Auswahl)
Ute Seeland legte über 70 Publikationen im Bereich der geschlechtersensiblen Medizin vor, die auf retrospektiven Datenanalysen und prospektiven klinischen Studien basieren sowie im Kontext der Erstellung der ESC-Leitlinien für kardiovaskuläre Erkrankungen in der Schwangerschaft (ESC Task Force) entstanden sind. Veröffentlichungen sind u. a.:
- Ute Seeland, Claudia Haeuseler, R. Hinrichs, Stephan Rosenkranz, T. Pfitzner, Karin Scharffetter‐Kochanek, Michael Böhm: Myocardial fibrosis in transforming growth factor‐β1 (TGF‐β1) transgenic mice is associated with inhibition of interstitial collagenase. In: European Journal of Clinical Investigation. Band 32, Nr. 5, 2002, S. 295–303, doi:10.1046/j.1365-2362.2002.00985.x, PMID 12027867.
- Ute Seeland, Simina-Ramona Selejan, Stefan Engelhardt, Patrick Müller, Martin J. Lohse, Michael Böhm: Interstitial remodeling in β1-adrenergic receptor transgenic mice. In: Basic Research in Cardiology. Band 102, Nr. 2, 2006, S. 183–193, doi:10.1007/s00395-006-0635-y, PMID 17122889, PMC 2779411 (freier Volltext).
- Ute Seeland, Vera Regitz‐Zagrosek: Sex and Gender Differences in Cardiovascular Drug Therapy. In: Handbook of experimental pharmacology. 2012, S. 211–236, doi:10.1007/978-3-642-30726-3_11, PMID 23027453.
- Ute Seeland, Anna Brecht, Ahmad T. Nauman, Sabine Oertelt‐Prigione, Mirjam Ruecke, Fabian Knebel, Verena Stangl, Vera Regitz‐Zagrosek: Prevalence of arterial stiffness and the risk of myocardial diastolic dysfunction in women. In: Bioscience Reports. Band 36, Nr. 5, 2016, doi:10.1042/bsr20160276, PMID 27653526, PMC 5091468 (freier Volltext).
- Vera Regitz‐Zagrosek et al.: 2018 ESC Guidelines for the management of cardiovascular diseases during pregnancy. In: European Heart Journal. Band 39, Nr. 34, 2018, S. 3165–3241, doi:10.1093/eurheartj/ehy340, PMID 30912108.
- Ahmad T. Nauman, Andrej Teren, Samira Zeynalova, Joachim Thiery, Vera Regitz‐Zagrosek, Markus Scholz, Ute Seeland: Nonobstructive Coronary Artery Disease at Angiography and Gender-Specific Indicators for Cardiovascular Events: 5-Year Follow-Up of the LIFE Heart Study. In: Journal of Women s Health. Band 29, Nr. 3, 2019, S. 338–344, doi:10.1089/jwh.2019.7730, PMID 31765281.
- Ute Seeland, Ilja Demuth, Vera Regitz‐Zagrosek, Elisabeth Steinhagen‐Thiessen, Maximilian König: Sex differences in arterial wave reflection and the role of exogenous and endogenous sex hormones: results of the Berlin Aging Study II. In: Journal of Hypertension. Band 38, Nr. 6, 2020, S. 1040–1046, doi:10.1097/hjh.0000000000002386, PMID 32371793.
- Ute Seeland, János Nemcsik, Mai Tone Lønnebakken, Karolina Kublickiene, Helena Schluchter, Chloe Park, Giacomo Pucci, Ioana Mozoş, Rosa María Bruno: Sex and Gender Aspects in Vascular Ageing – Focus on Epidemiology, Pathophysiology, and Outcomes. In: Heart Lung and Circulation. Band 30, Nr. 11, 2021, S. 1637–1646, doi:10.1016/j.hlc.2021.07.006, PMID 34452844.
- Louise Newson, Isaac Manyonda, Rebecca Lewis, Robert Preißner, Saskia Preissner, Ute Seeland: Sensitive to Infection but Strong in Defense—Female Sex and the Power of Oestradiol in the COVID-19 Pandemic. In: Frontiers in Global Women s Health. Band 2, 2021, doi:10.3389/fgwh.2021.651752, PMID 34816207, PMC 8593953 (freier Volltext).
- T. Dunkel, U. Seeland: Wissen für alle, aber nicht über alle Geschlechter: Data Bias in der medizinischen Forschung und Einfluss auf die Gesundheitsversorgung. In: Jens Baas (Hrsg.): Wissensexplosion. Medizinisch Wissenschaftliche Verlagsgesellschaft Berlin 2024, S. 185-199, ISBN 978-3-95466-927-1.